# Eduard Pflüger
Eduard Friedrich Wilhelm Pflüger, född 7 juni 1829 i Hanau, död 17 mars 1910 i Bonn, var en tysk läkare, professor i fysiologi.
Pflüger studerade i Marburg och Berlin, blev 1855 medicine doktor och kallades 1859 till professor i fysiologi i Bonn, en befattning han behöll ända till sin död. Han var en av sin tids allra främsta fysiologer, och såväl genom sina egna arbeten som genom sin skarpa, om än icke sällan överdrivet stränga kritik av andras inverkade han i en betydande grad på fysiologins utveckling. Redan i sitt förstlingsarbete om ryggmärgens förrättningar (Die sensorischen Funktionen des Rückenmarkes der Wirbeltiere, 1853) visade han sig som en framstående forskare. Därpå följde upptäckten av Nervus splanchnicus hämmande inverkan på tarmrörelserna (1857), den banbrytande undersökningen om den konstanta strömmens inverkan på nervernas retbarhet (Ueber die Physiologie des Elektrotonus), studier över äggstockens byggnad (Ueber die Eierstöcke der Säugetiere und des Menschen, 1863) och fortplantningens fysiologi (1881ff); en lång serie arbeten över respirationen och blodgaserna, av vilka särskilt hans avhandling Ueber die physiologische Verbrennung in den lebendigen Organismen (1875) är anmärkningsvärd, m.m. 
De sista 20 åren av sitt liv studerade Pflüger kroppens ämnesomsättning ytterst grundligt och publicerade däröver en stor mängd avhandlingar, bl.a. en utförlig monografi över glykogenet (1903). I sin forskning strävade han efter största möjliga noggrannhet och utvecklade outtröttligt sina försöksmetoder. Detta hindrade honom inte från att med omfattande blick överskåda vetandet i dess helhet och att sätta enskilda fakta i relation till vetenskapens grundfrågor. År 1868 började han ge ut "Archiv für die gesammte Physiologie des Menschen und der Tiere", vilken tidskrift snart blev ledande inom fysiologin (131 band färdiga före hans död).